# Château de Penzlin
Le château de Penzlin (Alte Burg Penzlin en allemand) se trouve dans la ville de Penzlin au sud-ouest de Neubrandenbourg dans le land de Mecklembourg-Poméranie-Occidentale (Allemagne du nord).

## Histoire
Le château est construit vers 1220 et appartient aux princes de Werle. Le domaine est le fief de la famille von Maltzahn à partir de 1501. Le château souffre des ravages de la Guerre de Trente Ans et est en partie inhabitable à partir du XVIIIe siècle. Les barons von Maltzahn construisent le Nouveau Château de Plenzlin à proximité en 1810. Il est vendu quelques décennies plus tard à la famille des barons von Massenbach qui le vend à la ville en 1941. Le château est transformé en partie en habitations et en musée de la ville (avec notamment des pièces de collection consacrées à la chasse aux sorcières dans le Mecklembourg).

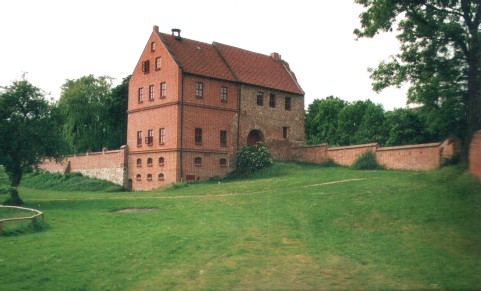
Vue de côté du château

Le château est restauré après la réunification et est entièrement consacré au musée aujourd'hui.

## Source
- (de) Cet article est partiellement ou en totalité issu de l’article de Wikipédia en allemand intitulé « Alte Burg Penzlin » (voir la liste des auteurs).